# Pero Ferrández d'Açagra
Pero Ferrández d'Açagra (1173/1192-1246) va ser un noble aragonès del llinatge dels Açagra, tercer senyor de la Senyoria d'Albarrasí, estat sobirà enclavat entre el Regne d'Aragó i el Regne de Castella, que havia estat cedit per Muhammad ibn 'Abd Allāh ibn Sa'd ibn Mardāniš al seu antecessor Pero Ruiz d'Açagra.

## Orígens familiars
Nascut a Açagra, Regne de Navarra. Fill de Ferrando Ruiz d'Açagra (Ferrandus Rodrici de Açagra) i de Teresa Johanis (Teresa Ibáñez) o (Teresa Yáñez de Guevara).

## Matrimoni i descendents
esposa: Elfa o Elsa Ortiz Coronel. Fills:
- Álvaro Pérez d'Açagra
- Pero Fernández i Johanis
- García Ortiz i Johanis
- Fernando Pérez i Johanis
- Teresa Pérez i Johanis

## Biografia
Malgrat que els Açagra eren un llinatge d'origen navarrès que convertí la Senyoria d'Albarrasí en un enclavament vinculat al Regne de Navarra, la política aplicada per Pero Ferrández d'Açagra fou la d'implicar-se en la política interna del Regne d'Aragó. Va heretar la Senyoria quan va faltar son pare el 1196. Molt jove, va comptar amb el suport de les aliances establertes per son pare amb els reis de Castella i Aragó, així com sa mare i sobre tot l'Orde de Santiago, qui havia rebut l'encàrrec de vetllar pels seus interessos. Castella i Aragó buscaven un equilibri entre tots dos regnes, per la qual cosa aquesta senyoria es va mantindre independent, per evitar que anés a parar a l'altre regne. Pero Ferrández d'Açagra visqué poc temps a Albarrasí i deixà el govern efectiu de la vil·la als seus oficials i també a la seva mare i a la seva muller.

### Majordom del Regne d'Aragó
El 1214, quan Jaume I d'Aragó tenia tan sols 6 anys i acaba de retornar del captiveri a què l'havia sotmès Simó de Montfort, la noblesa militar aragonesa i catalana jurà li jurà fidelitat com a nou rei a Lleida. Entre els nobles que li juraren fidelitat hi havia Pero Ferrández d'Açagra. El 1218 figurava com a Majordom del Regne d'Aragó, la dignitat àulica més alta. Però a partir del 1219 desapareix de la documentació de la cort, degut probablement a què en fou apartat.

### Primera revolta nobiliària contra Jaume I
El 1220 s'enfrontà a Jaume I d'Aragó durant els primers anys del seu regnat, quan Pero Ferrández d'Açagra va donar protecció a Rodrigo de Liçana durant la Primera revolta nobiliària contra Jaume I d'Aragó. Rodrigo de Liçana, amic de Pero Ferrández d'Açagra, havia capturat il·legalment a Lope d'Albero, portant-lo pres al seu castell de Liçana. Pelegrín d'Atrosillo, gendre de Lope d'Albero, i Gil d'Atrosillo germà, portaren l'assumpte al rei, a qui demanaren ampara. El rei fallà en favor de Lope d'Albero i ordenà a Rodrigo de Liçana que l'alliberès. Aquest es revoltà contra la decisió del rei i es refugià a la Senyoria d'Albarrasí, que era un territori sobirà on el rei d'Aragó no hi tenia jurisdicció.
Tot i així, quan el juny del 1220 Pero Ferrández d'Açagra es negà a lliurar el fugitiu Rodrigo de Liçana, el rei assetjà la vil·la d'Albarrasí, però el setge fracassà i hagué d'ésser alçat, de manera que el 12 d'agost de 1220 el rei ja es trobava a Terol. Després les relacions entre els Açagra i Jaume I sembla que es normalitzaren.

### Segona revolta nobiliària contra Jaume I
El 1223 Pero Ferrández d'Açagra tornà a implicar-se en les revoltes nobiliàries contra Jaume I. A partir del 1226 Pero Ferrández d'Açagra degué retirar-se a la seva Senyoria d'Albarrasí, fent un primer testament el 1227.

### Retorn a la Cort de Jaume I
Durant els anys 1228 i 1229 Pero Ferrández d'Açagra no aparegué per la cort, però el 1230 apareix com a testimoni en diversos documents oficials. Així, estigué present en les entrevistes entre Sanç VII de Navarra i Jaume I d'Aragó, quan mútuament es juraren fidelitat. Pero Ferrández d'Açagra apareix jurant fidelitat a Sanç VII de Navarra com a cavaller aragonès, mentre que els navarresos juraven fidelitat a Jaume I. Aquest fet implicaria que Pero Ferrández d'Açagra hauria jurat fidelitat a Jaume I i, per tant, li era vassall.

### Conquesta de València
A partir de 1232 Pero Ferrández d'Açagra figura en el Consell Reial de Jaume I i participà en la preparació de la Conquesta de València gestada a Terol. Al maig del 1233, Pero Ferrández d'Açagra figura en la host aragonesa que es dirigia cap a Madina Balànsiya per Sarrión.

### Quarta revolta nobiliària contra Jaume I
Continuà participant activament en les campanyes per conquerir València però finalitzada la conquesta tornem a veure'l implicat en conspiracions nobiliàries contra el rei. Figura com un dels nobles descontents per les capitulacions concedides pel rei als sarraïns de Balànsiya. També estava descontent per la decisió del rei de no concedir els Furs d'Aragó a les noves terres conquerides.

### Mort
Morí el 1246 i deixà com a successor d'Albarrasí i Santa Eulàlia al seu fill major, Álvaro d'Açagra, qui hagué de fer front als nombrosos deutes del seu pare. Don Pero fou qui va donar el fur a Albarrasí, encara que l'historiador Juan Pastor ho atribueix a son fill n'Álvaro.